# 加拿大选举
加拿大聯邦及省政府都是採用英國的西敏系統。當中，國會下議院及省／地區議院的席位都是由選舉產生。聯邦及省選都是實行單議席單票制。

## 聯邦大選
在加拿大國會中，只有國會下議院是由民主選舉產生。現時下議院有343個議席，代表全國所有的選區。在下議院有最多席位的政黨就會獲總督邀請組成內閣，而其領袖就會獲委任成為總理。國民只能選出所屬選區的候選人，而只能間接選出總理及內閣。
理論上，總理可於任何時間要求總督解散下議院，但根據《加拿大人權自由憲章》第4條，除非有戰爭或動亂，一屆議會的任期不能超過五年。但是，因為策略考慮，執政黨通常會於四年以內舉行大選。一般來說，執政黨會於支持度最高時舉行大選。雖然政府於2007年通過法案，將下一次大選定於2009年10月19日，並規定其後，除非有不信任動議令政府下台，大選需要於每四年10月第三個星期一舉行。但是這法案並沒有對總督有任何約束力，而及後時任總理哈珀亦要求總督解散國會並宣布於2008年10月14日舉行大選。
根據法律，選舉需要於星期一舉行（公眾假期除外），而且競選時期不可以少於36日。
如果有議席出現空缺時，政府需要於60日內訂定日期宣布舉行補選。

## 省／地區政府
加拿大各省／地區的議會除了實行一院制以外，制度與聯邦國會下議院大致上相同。但是一些省份有不同的規例，例如，根據卑詩省法律，除非有不信任動議令政府下台，議會需要於每四年5月第二個星期二舉行。另一方面，努納武特及西北地區議院的議員沒有黨派之分。

## 市／鎮政府
加拿大各市及鎮政府都根據所屬的省或地區政府的法律，定時舉行選舉。但架構與其他兩級政府不同，選民會分開選出市長、市議員，及教育專員。